# Предобуславливание
Предобуславливание (также предобусловливание) — процесс преобразования условий задачи для её более корректного численного решения. Предобуславливание обычно связано с уменьшением числа обусловленности задачи[уточнить]. Предобуславливаемая задача обычно затем решается итерационным методом.

## Предобуславливание для систем линейных алгебраических уравнений
В линейной алгебре и вычислительной математике {\displaystyle P} предобуславливатель для матрицы {\displaystyle A} если у матрицы {\displaystyle P^{-1}A} число обусловленности меньше, чем у {\displaystyle A}. Также чаще говорят, что {\displaystyle T=P^{-1}} это предобуславливатель, чем просто {\displaystyle P}, так как точное значение {\displaystyle P} обычно требует больших затрат на вычисление. Поэтому под предобуславливанием часто понимают вычисление {\displaystyle T=P^{-1}}, точнее произведение вектора-столбца или матрицу векторов-столбцов на {\displaystyle T=P^{-1}}, что обычно выполняется сложными программными пакетами с использованием итерационных методов, где в конечном итоге не вычисляются точные значения ни для {\displaystyle P}, ни для {\displaystyle T=P^{-1}}.
Предобуславливание используется в итерационных методах при решении систем линейных алгебраических уравнений вида {\displaystyle Ax=b}, так как скорость сходимости для большинства итерационных линейных решателей увеличивается с уменьшением числа обусловленности в результате предобуславливания. Решатели с предобуславливанием обычно эффективнее, чем использование простых решателей, например, таких как метод Гаусса в случае больших и особенно в случае разреженных матриц. Итерационные решатели с предобуславливанием могут использовать безматричные методы, в которых матрица коэффициентов {\displaystyle A} не хранится отдельно, а доступ к её элементам происходит через произведения матриц-векторов.

### Определение
Вместо решения исходной системы линейных алгебраических уравнений можно решать предобусловленную систему {\displaystyle AP^{-1}Px=b}, которую можно решить через форму {\displaystyle AP^{-1}y=b}, где {\displaystyle y} удовлетворяет условию {\displaystyle Px=y}, или решить предобусловленную слева систему: {\displaystyle P^{-1}(Ax-b)=0}.
В результате получается то же решение, что и в исходной системе, до тех пор пока матрица-предобуславливатель {\displaystyle P} невырождена. Наиболее распространенным является предобуславливание слева. Целью предобуславливания является уменьшение числа обусловленности левой или правой предобусловленной системы — {\displaystyle P^{-1}A} или {\displaystyle AP^{-1}} соответственно. Предобусловленная матрица {\displaystyle P^{-1}A} или {\displaystyle AP^{-1}} почти никогда не формируется отдельно. Вместо этого операция предобуславливания {\displaystyle P^{-1}} выполняется только над уже готовыми векторами, которые получаются в результате расчета итерационными методами.
Использование {\displaystyle P} это всегда компромисс. Так как оператор {\displaystyle P^{-1}} применяется на каждом шаге итерационного линейного решателя, операция {\displaystyle P^{-1}} должна быть легко вычисляемой (по времени вычисления). Наиболее быстрым предобуславливателем в этом случае будет {\displaystyle P=I}, так как {\displaystyle P^{-1}=I}. Очевидно, что в результате работы такого предобуславливателя получается исходная система. Другая крайность — выбор {\displaystyle P=A}, что даст {\displaystyle P^{-1}A=AP^{-1}=I}, при этом будет получено оптимальное число обусловленности 1, требующее одной итерации для того, чтобы решение сошлось. Тем не менее в этом случае {\displaystyle P^{-1}=A^{-1}} и сложность вычисления предобуславливателя сравнима со сложностью решения исходной системы. Поэтому необходимо выбирать {\displaystyle P} где-то между двумя этими крайними случаями, пытаясь получить минимальное число итераций сохраняя легкость вычисления {\displaystyle P^{-1}}. Некоторые примеры основных подходов предобуславливания описаны ниже.

### Итерационные методы с предобуславливанием
Итерационные методы с предобуславливанием для {\displaystyle Ax-b=0} в большинстве случаев математически эквивалентны стандартным итерационным методам, выполняемым над предобусловленной системой {\displaystyle P^{-1}(Ax-b)=0}. Например, стандартный метод итераций Ричардсона для решения {\displaystyle Ax-b=0} будет выглядеть как
{\displaystyle \mathbf {x} _{n+1}=\mathbf {x} _{n}-\gamma _{n}(A\mathbf {x} _{n}-\mathbf {b} ),\ n\geq 0.}
В случае предобусловленной системы {\displaystyle P^{-1}(Ax-b)=0}, предобусловленный метод будет выглядеть как
{\displaystyle \mathbf {x} _{n+1}=\mathbf {x} _{n}-\gamma _{n}P^{-1}(A\mathbf {x} _{n}-\mathbf {b} ),\ n\geq 0.}
Примерами наиболее популярных итерационных методов с предобуславливанием для линейных систем являются метод сопряженных градиентов с предобуславливанием, метод бисопряженных градиентов и метод обобщенных минимальных невязок. В итерационных методах, которые вычисляют итерационные параметры через скалярные произведения, требуются соответствующие изменения в скалярном произведении вместе с заменой {\displaystyle P^{-1}(Ax-b)=0} на {\displaystyle Ax-b=0.}

### Геометрическая интерпретация
Для симметричной положительно определённой матрицы {\displaystyle A} предобуславливатель {\displaystyle P} обычно выбирается также симметричный и положительно определённый. После этого оператор предобуславливания {\displaystyle P^{-1}A} также симметричный и положительно определённый. В этом случае желаемый эффект в применении предобуславливателя это придать квадратную форму оператору предобуславливания {\displaystyle P^{-1}A} и при этом сохранить сферическую форму скалярного произведения с {\displaystyle P}.